# گیومه
گیومه («») نمادی در نشانه‌گذاری است که برای دو منظور به کار می‌رود:
- سخنی که به‌طور مستقیم از جایی یا کسی نقل شود (نقل قول مستقیم).
- اسم‌ها، لغات و واژگان خاص، عنوان‌ها، اصطلاحات فنی یا علمی (فقط برای بار اول)

این واژه، وام‌واژه‌ای فرانسوی (به فرانسوی: guillemet) در زبان فارسی است.
در نگارش فارسی، فقط از گیومه («») استفاده می‌شود، نه از نشان نقل قول انگلیسی (" ") یا براکت‌های دوتایی (《 》).
در صفحه کلید استاندارد فارسی، برای تایپ گیومه از کلیدهای ترکیبی ⇧ Shift+م و ⇧ Shift+ن استفاده می‌شود.